# Pâglișa, Cluj
Pâglișa (în maghiară Lónapoklostelke, colocvial Poklostelke) este un sat în comuna Dăbâca din județul Cluj, Transilvania, România.
Satele cu care se învecinează sunt: Bădești, Dârja, Chidea, Stoiana, Dăbâca și Cubleșu Someșan.

## Toponimie
Satul apare menționat documentar în 1306, sub numele de Puklusteluky. De-a lungul timpului a mai fost menșionat sub diferite denumiri: Poclustelek (1320), Puklustelek (1348), Poklostheleke (1459), Poklostelke (1461), Poklișe (1733), Piclișe (1850), Puclisea (1854) .

## Date economice
Populația se ocupă în mod tradițional cu creșterea animalelor (vaci, bivoli, oi, păsări),  cultivarea terenurilor agricole și apicultură, iar veniturile principale le obțin din vânzarea laptelui.
La intrarea în sat dinspre Dăbâca există o fermă de vaci de lapte, cu posibilitate de cumpărare a laptelui și vizitare la cerere. În centrul satului există o agropensiune care oferă cazare pentru grupuri de turiști.

## Demografie
Majoritatea locuitorilor sunt de religie ortodoxă, mai existând însă și câteva familii de alte confesiuni (greco-catolici și penticostali). 
La recensământul din 1930 au fost înregistrați 627 de locuitori, dintre care toți s-au declarat români. Sub aspect confesional populația era alcătuită din 620 greco-catolici și 7 mozaici.
Populația localității a evoluat de-a lungul timpului astfel:

## Obiective turistice
Regiunea tufurilor vulcanice zotelifere formate din zoteliți în procent de 25% până la 50% este o atracție pentru cei pasionați de plimbări în natură. Locuitorii din Pâglișa numesc acest loc Peșteră, deoarece la o oarecare înălțime într-un perete de piatră există o gaură, nu foarte mare, ci doar atât cât să poată pătrunde în ea o vulpe, iar această gaură este vizibilă de la distanță și stârnește curiozitatea. Toamna plimbările sunt mai interesante, deoarece în această perioadă se pot culege fructe de pădure care se găsesc din belșug. 
Lacul numit și Pescărie, aflat între satul Pâglișa și comuna Dăbâca este așezat într-un loc unde vara se poate face sport (fotbal, tenis de masă), este un loc potrivit pentru camping și aici se poate și pescui.
Alte clădiri importante din localitate sunt cele ale bisericii (1926), căminului cultural, magazinului mixt și magaziei fostului CAP. Din clădirea școlii mai există doar zidurile exterioare, deoarece acoperișul acesteia s-a prăbușit în anii '90. De atunci nu a mai fost reparată din lipsă de fonduri. Copiii de vârstă școlară sunt înscriși la Școala cu clasele I-VIII din Dăbâca.

## Imagini

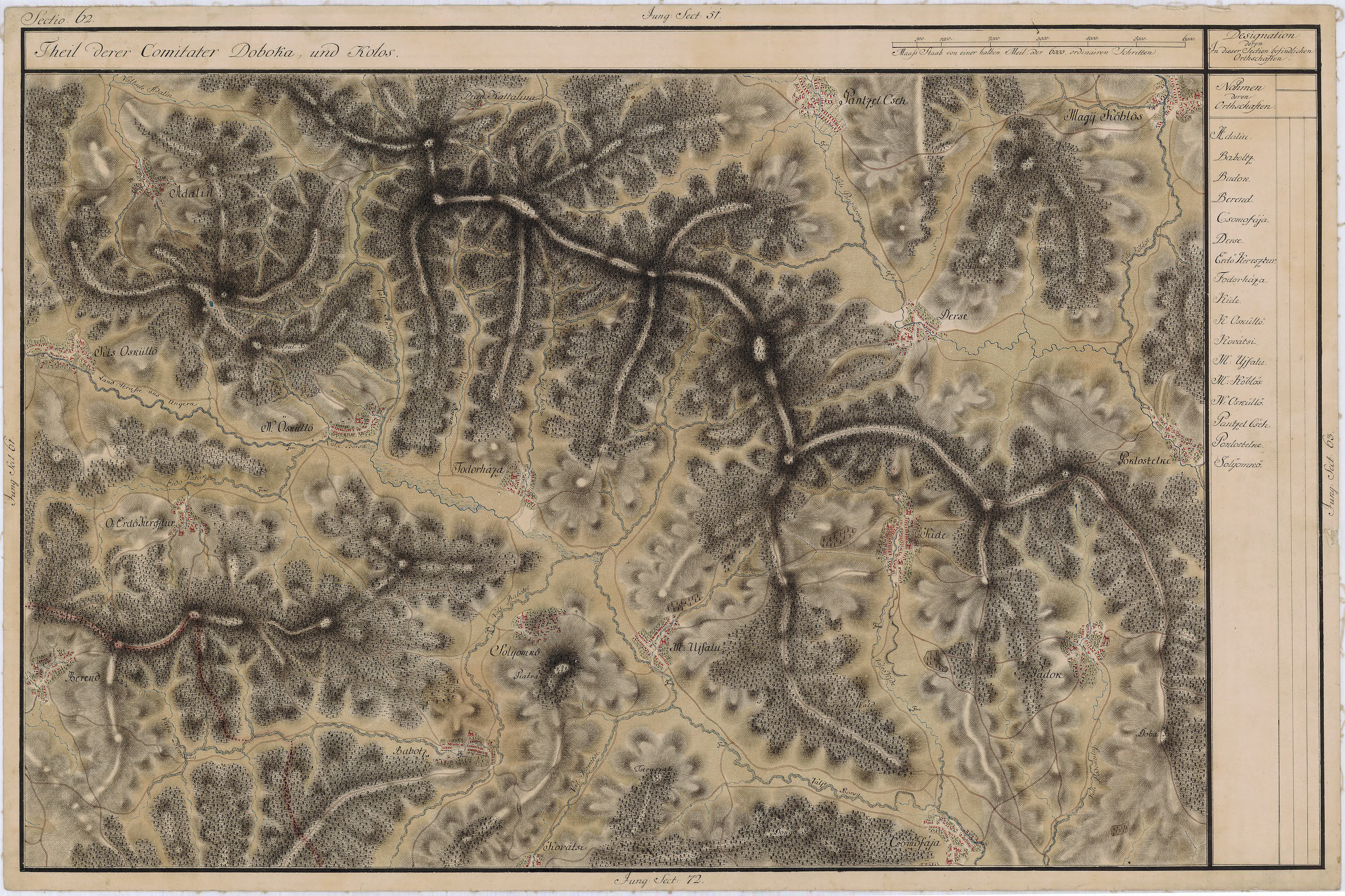
Pâglișa în Harta Iosefină a Transilvaniei, 1769-1773
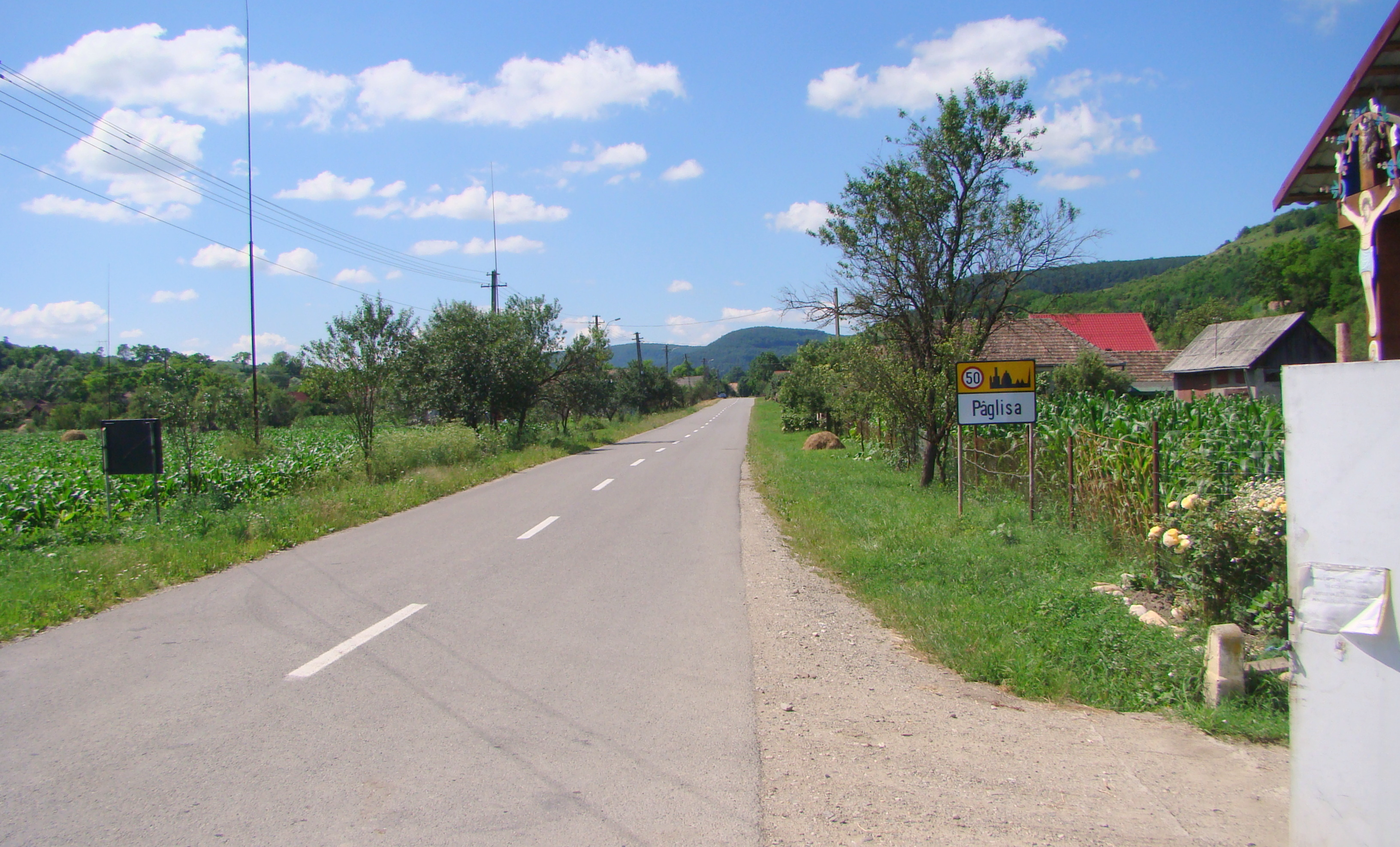
Intrarea în localitate
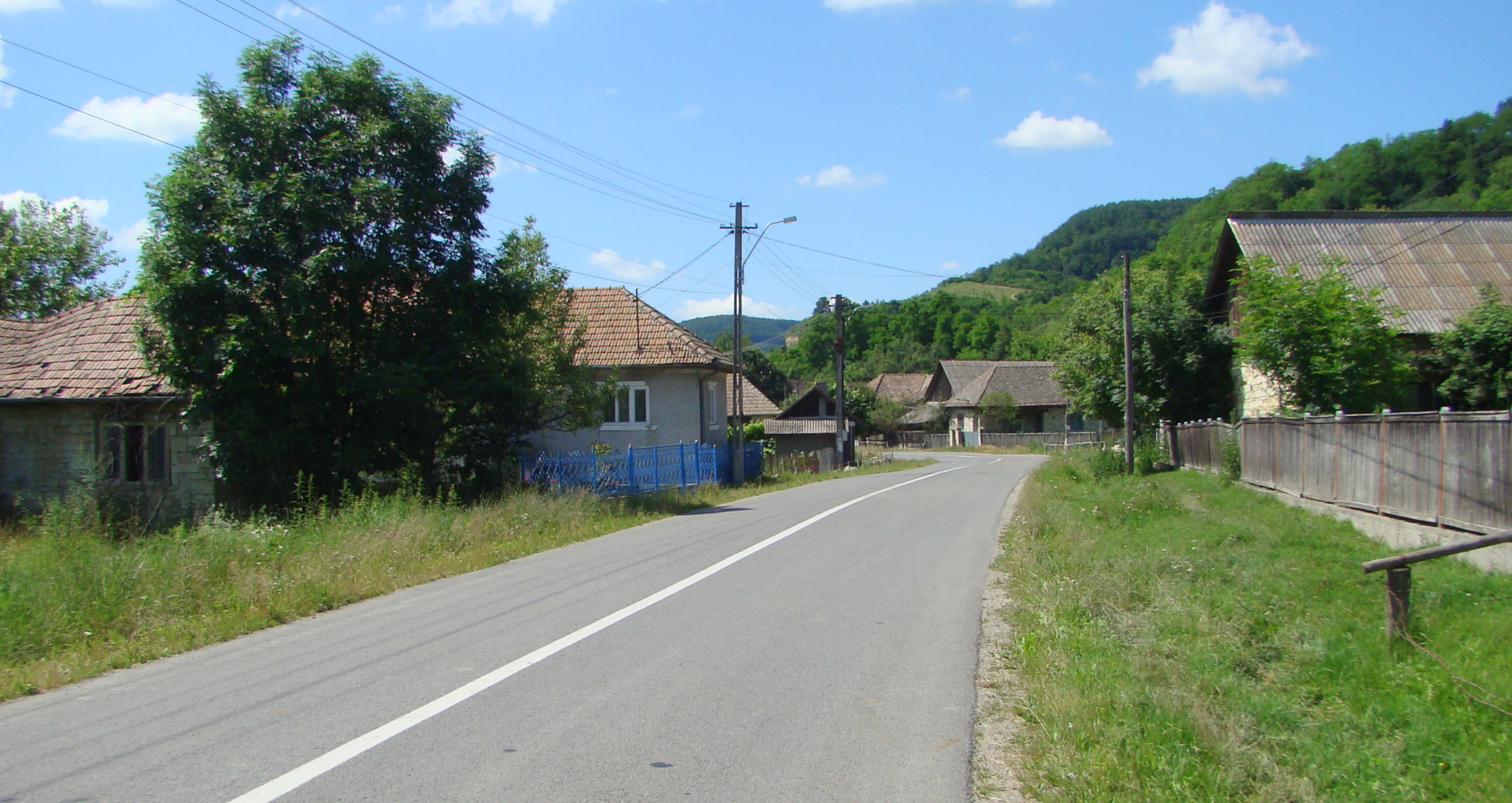
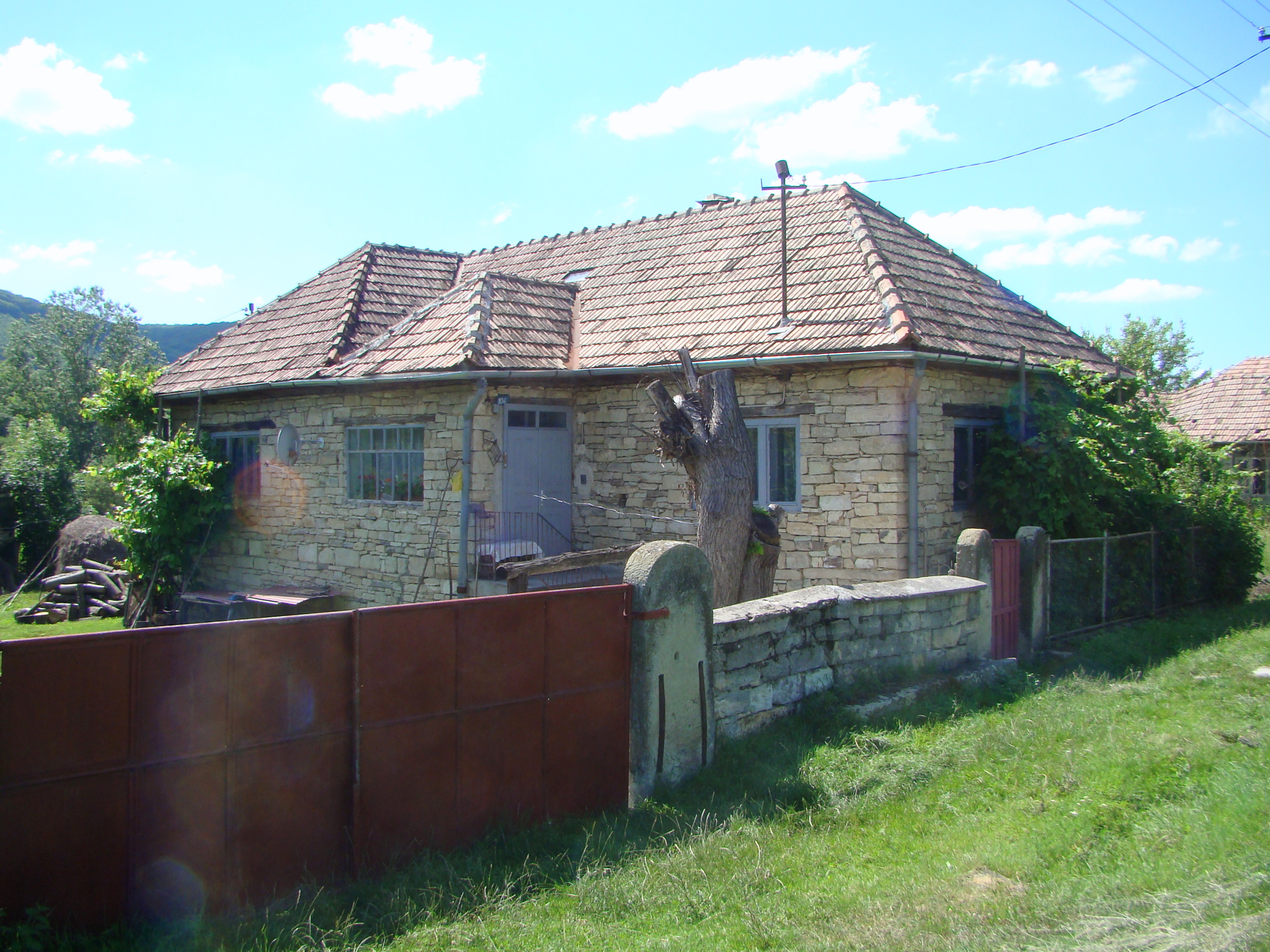
Pâglișa (carieră de piatră)
Biserica din Pâglișa
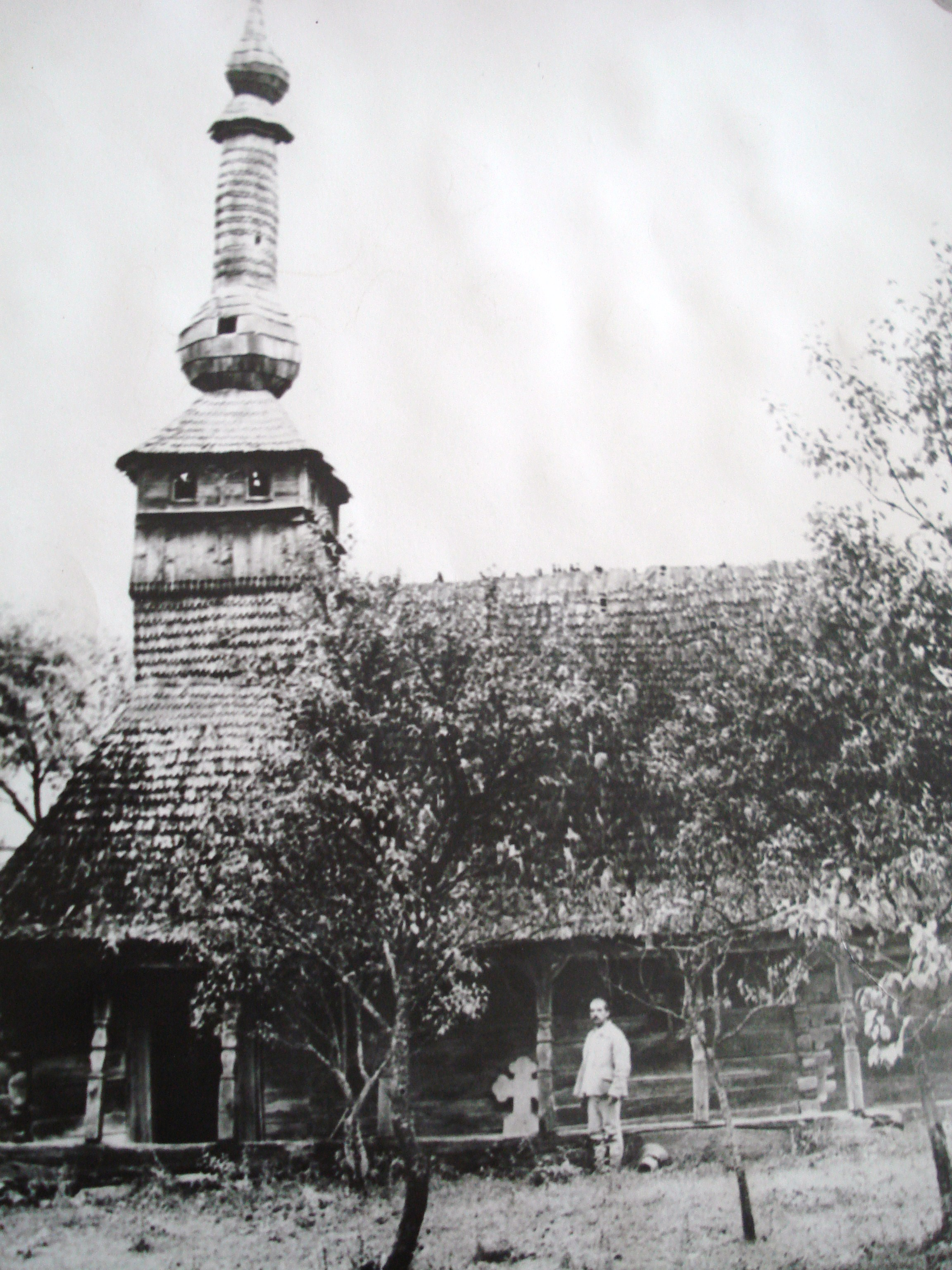
Vechea biserică din lemn din Pâglișa
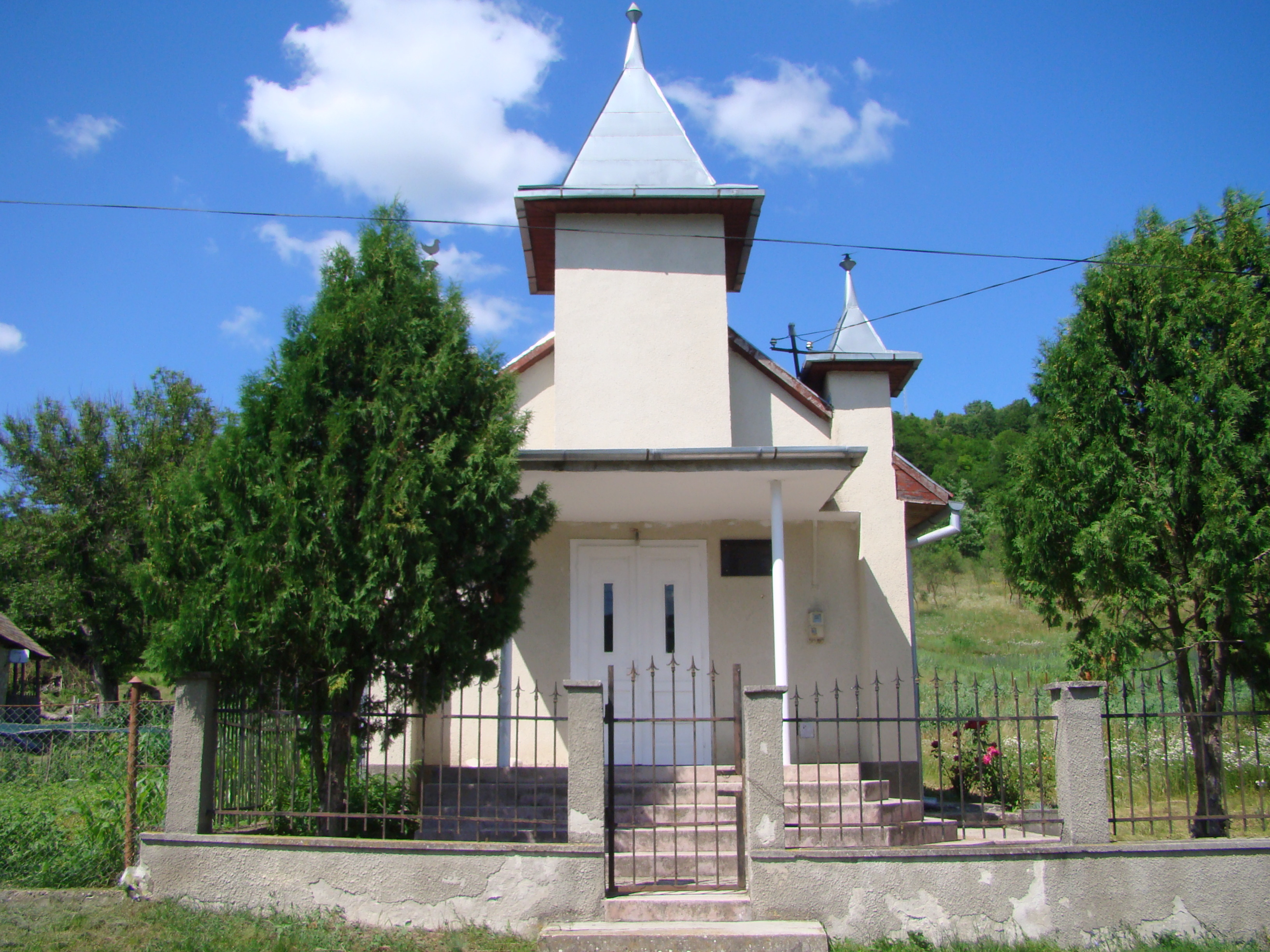
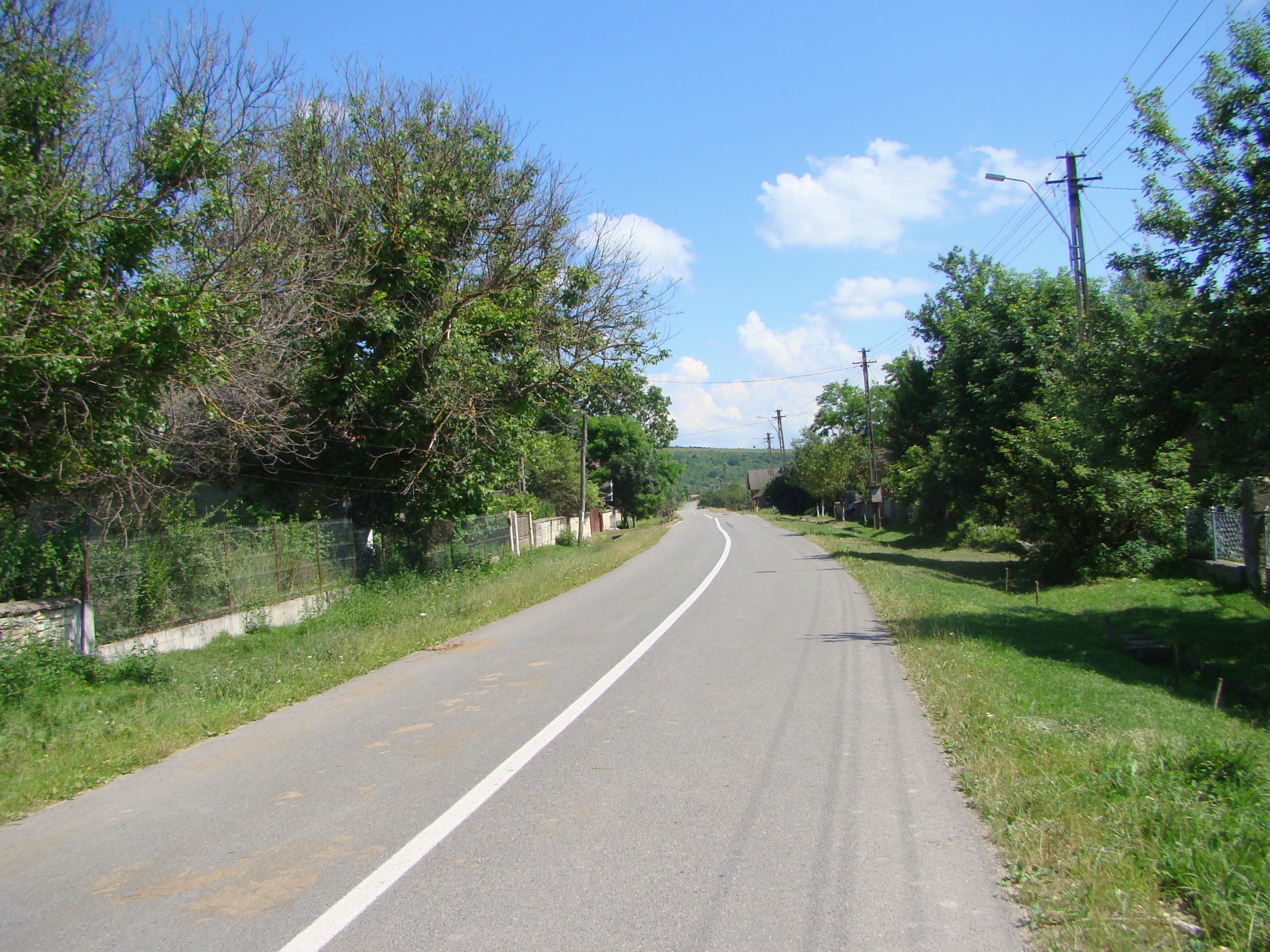
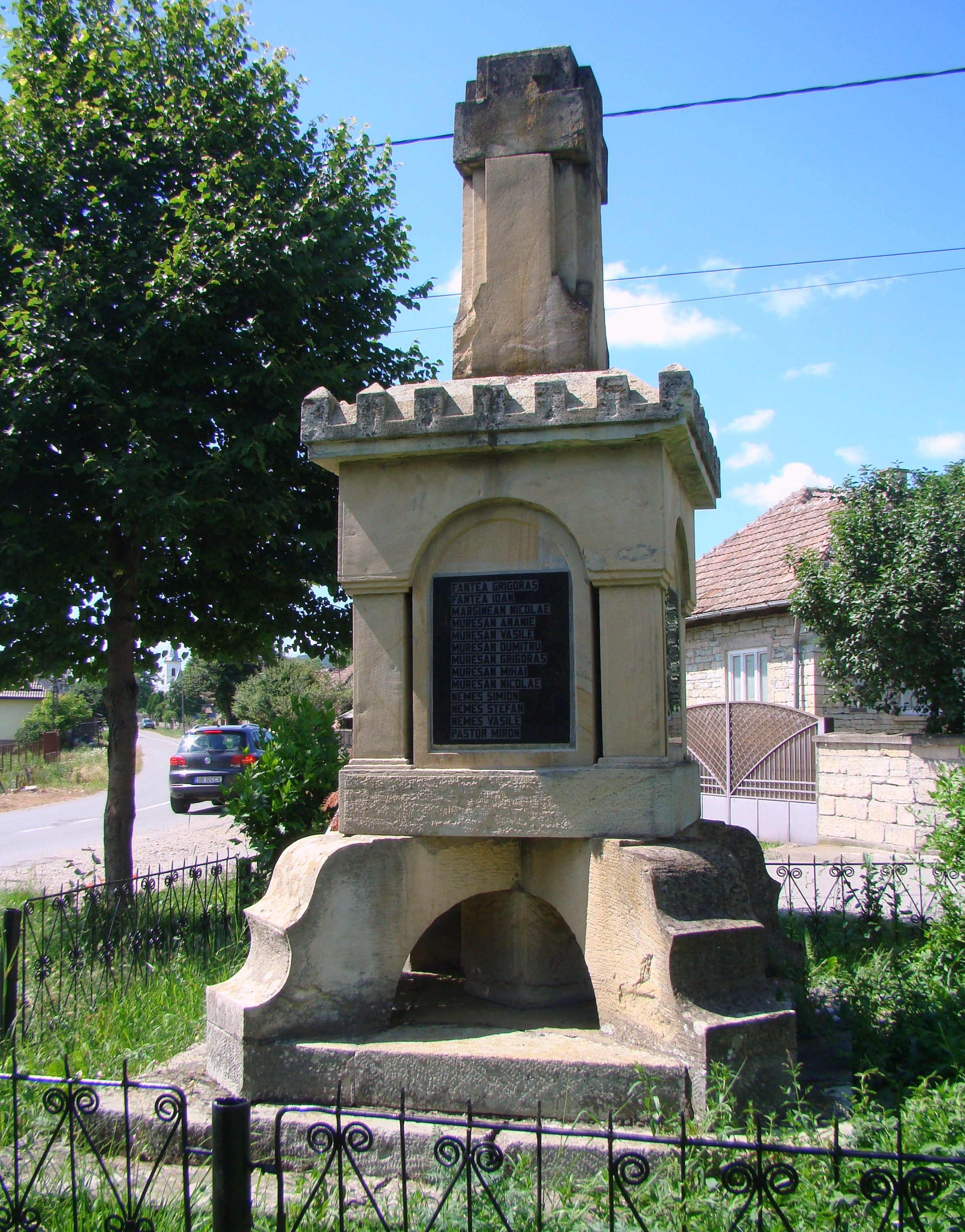
Monumentul eroilor
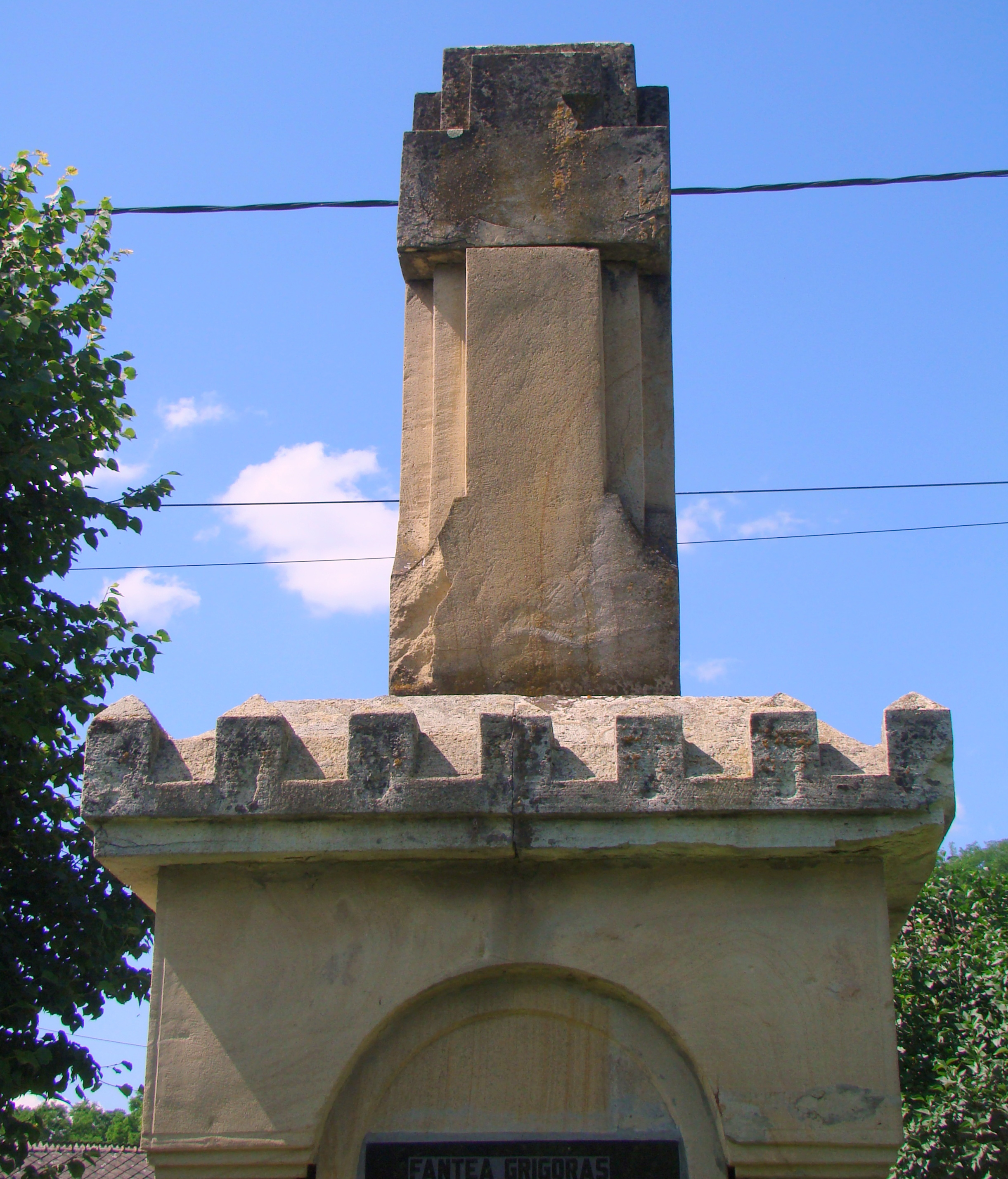
Monumentul eroilor (detaliu)
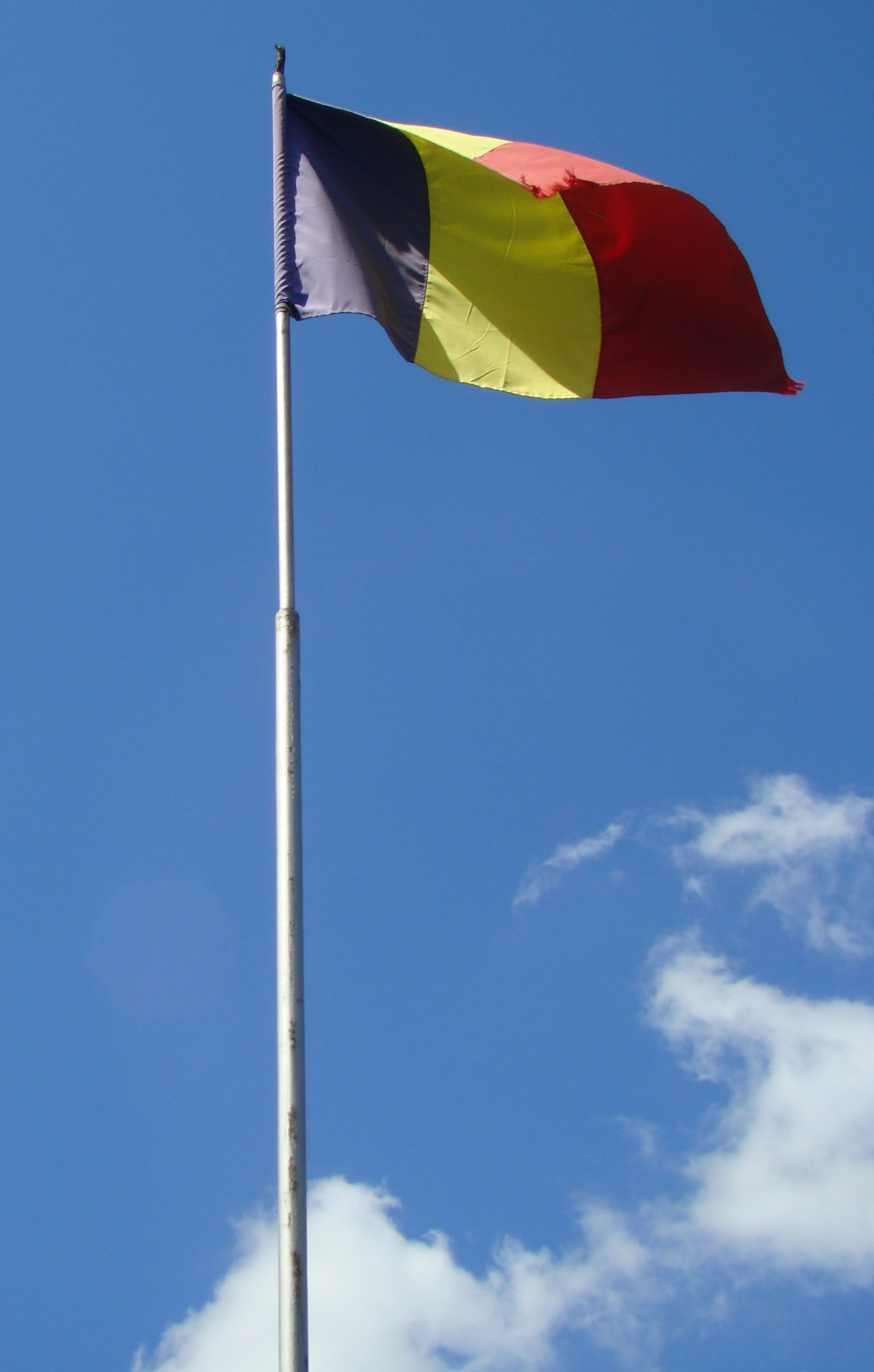
Monumentul eroilor (detaliu)
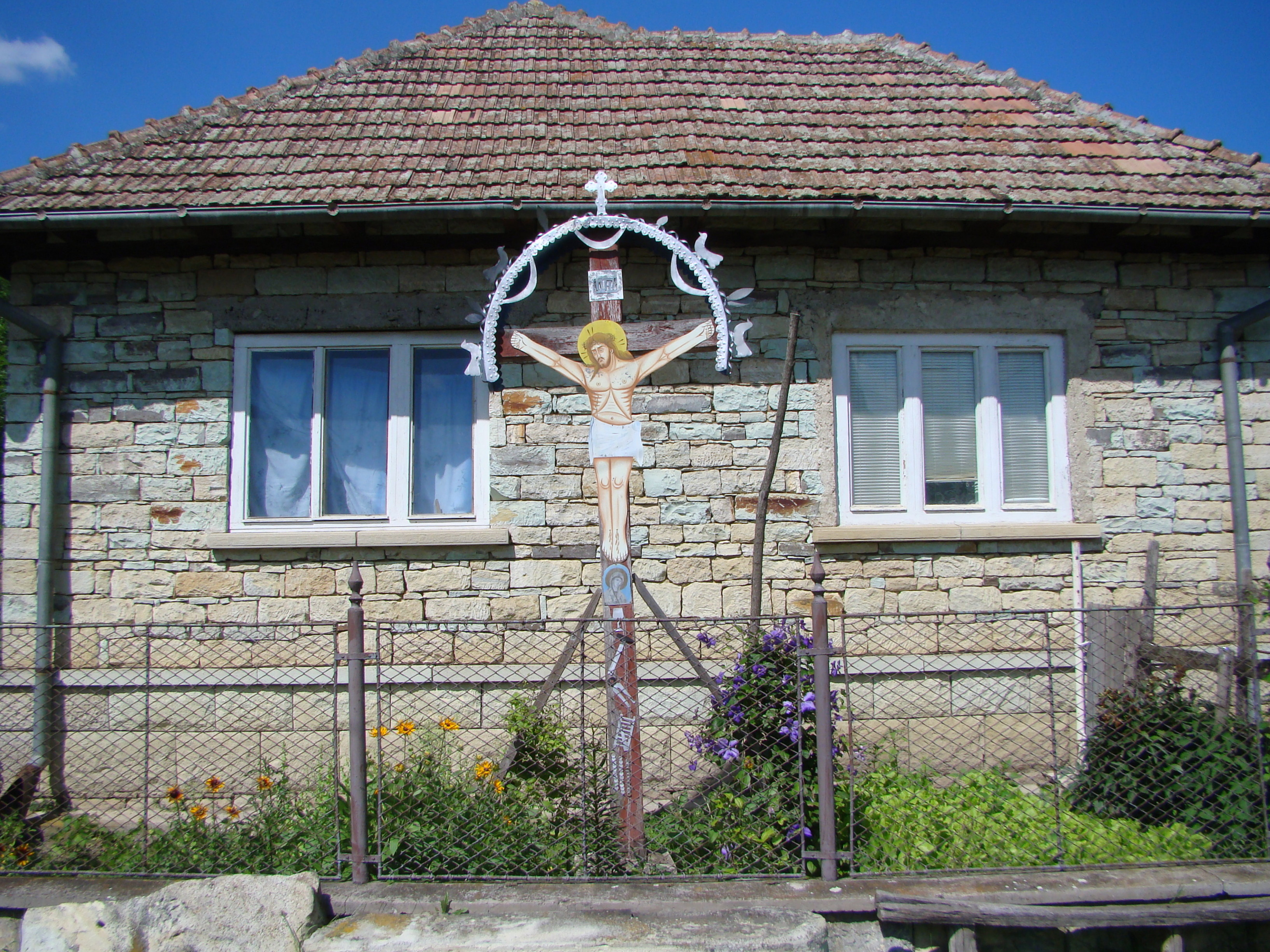
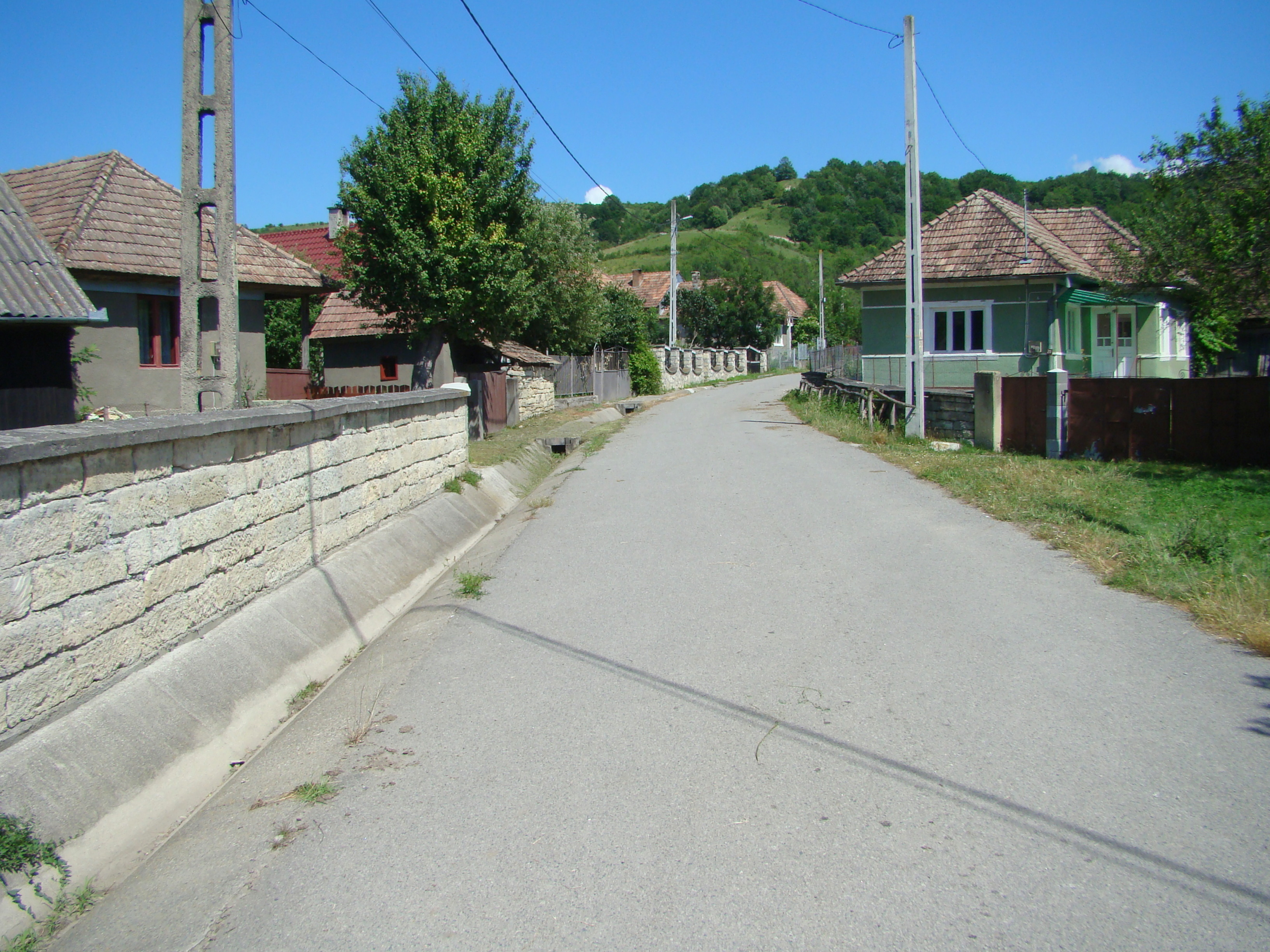
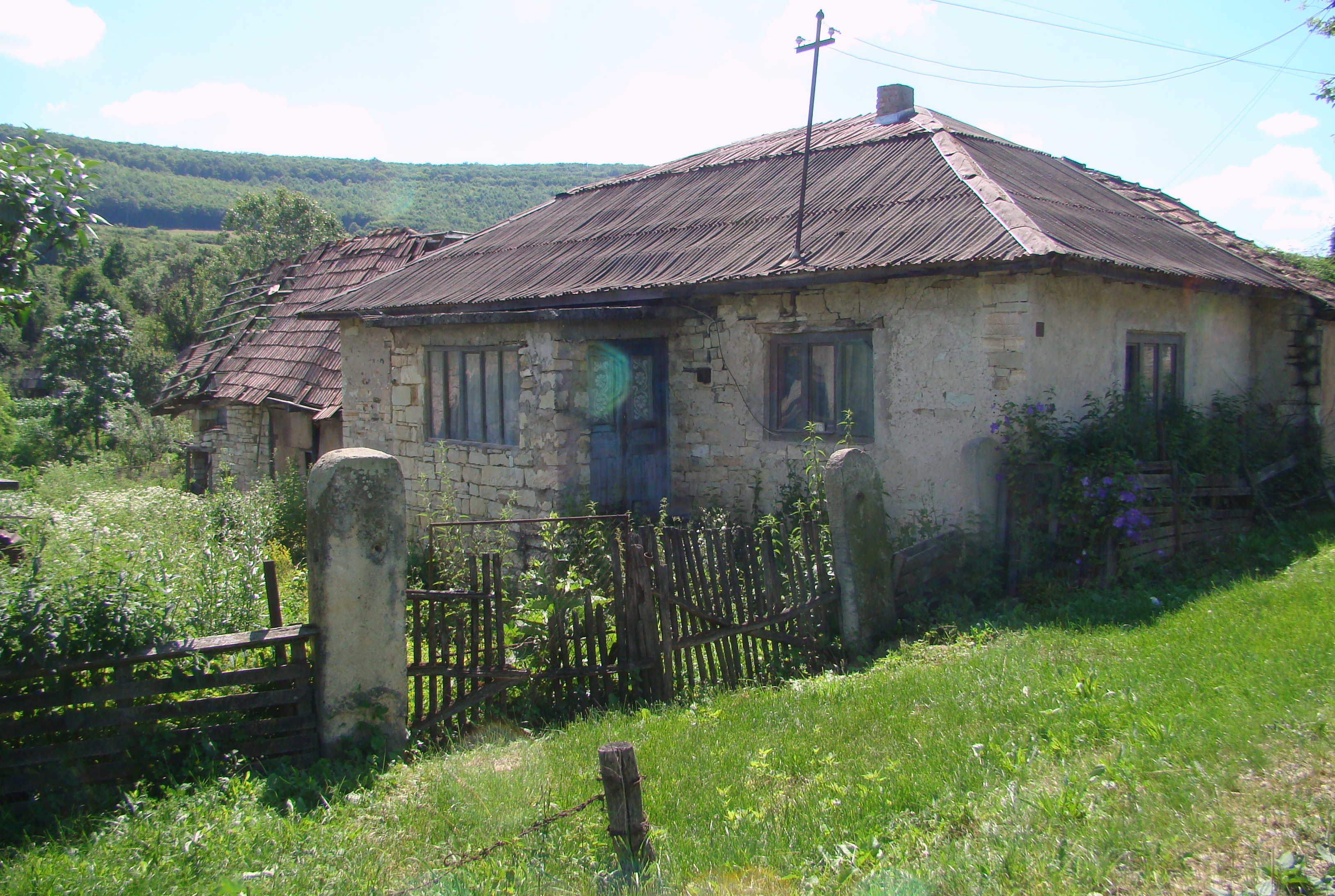
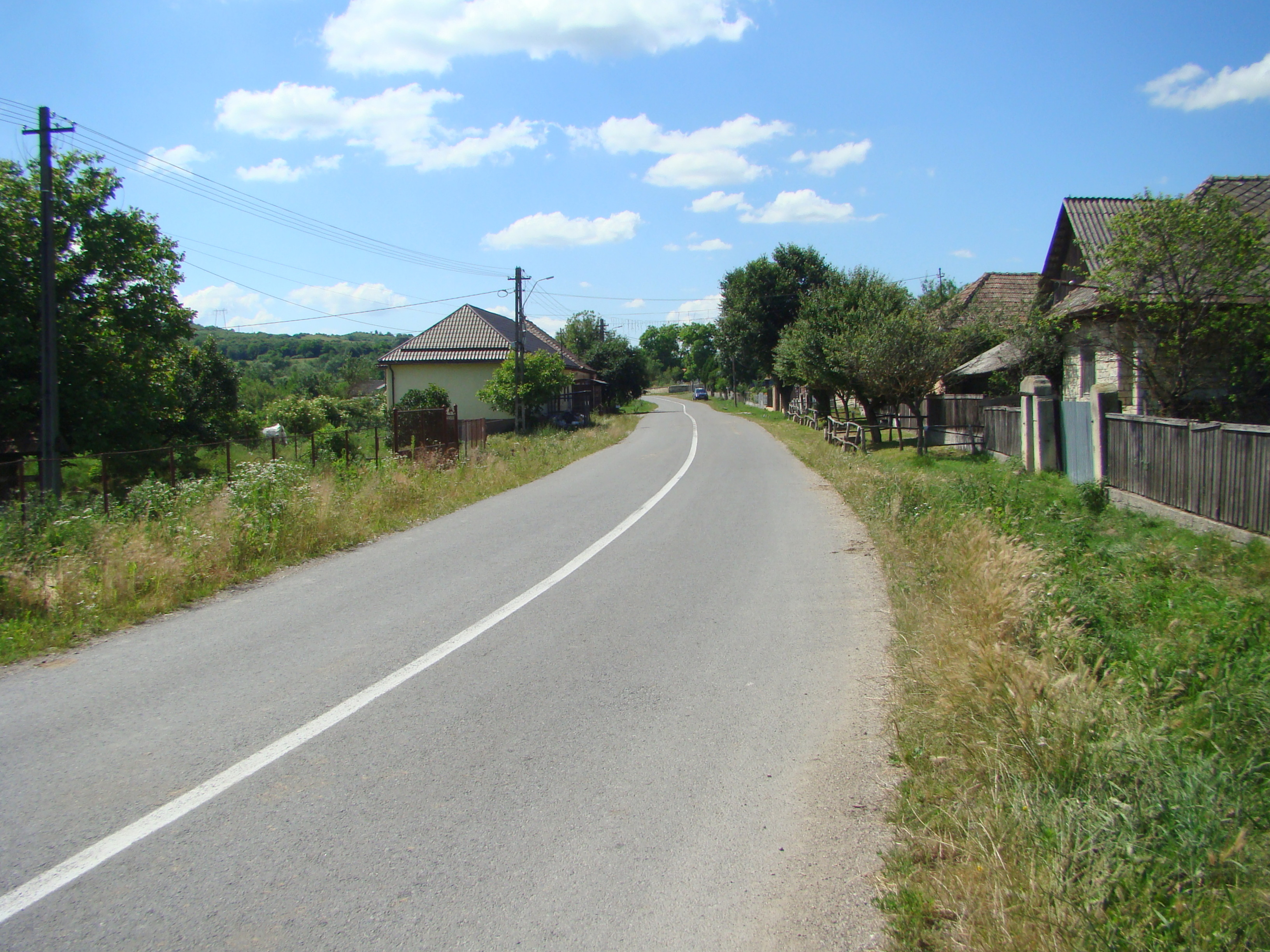
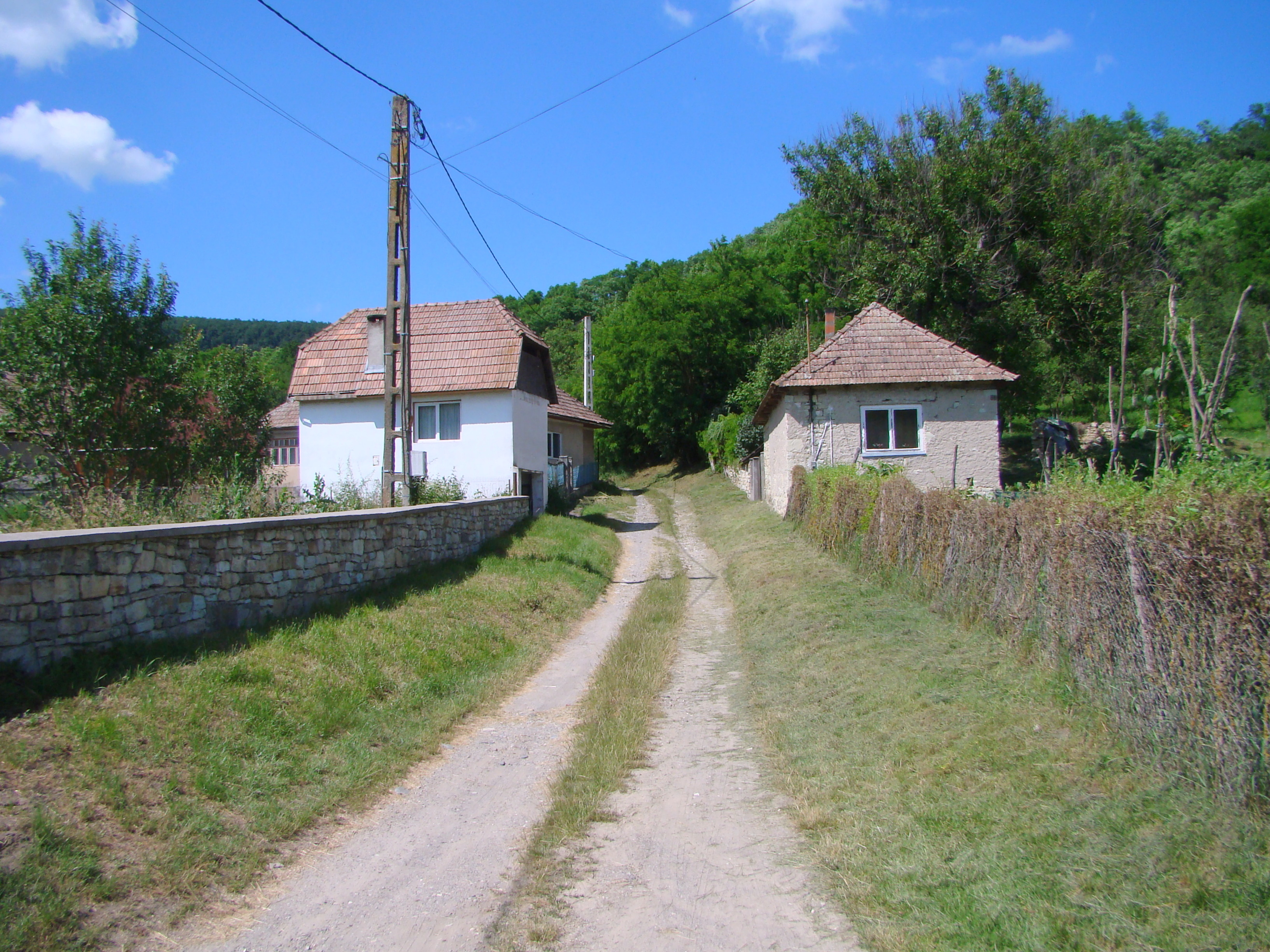
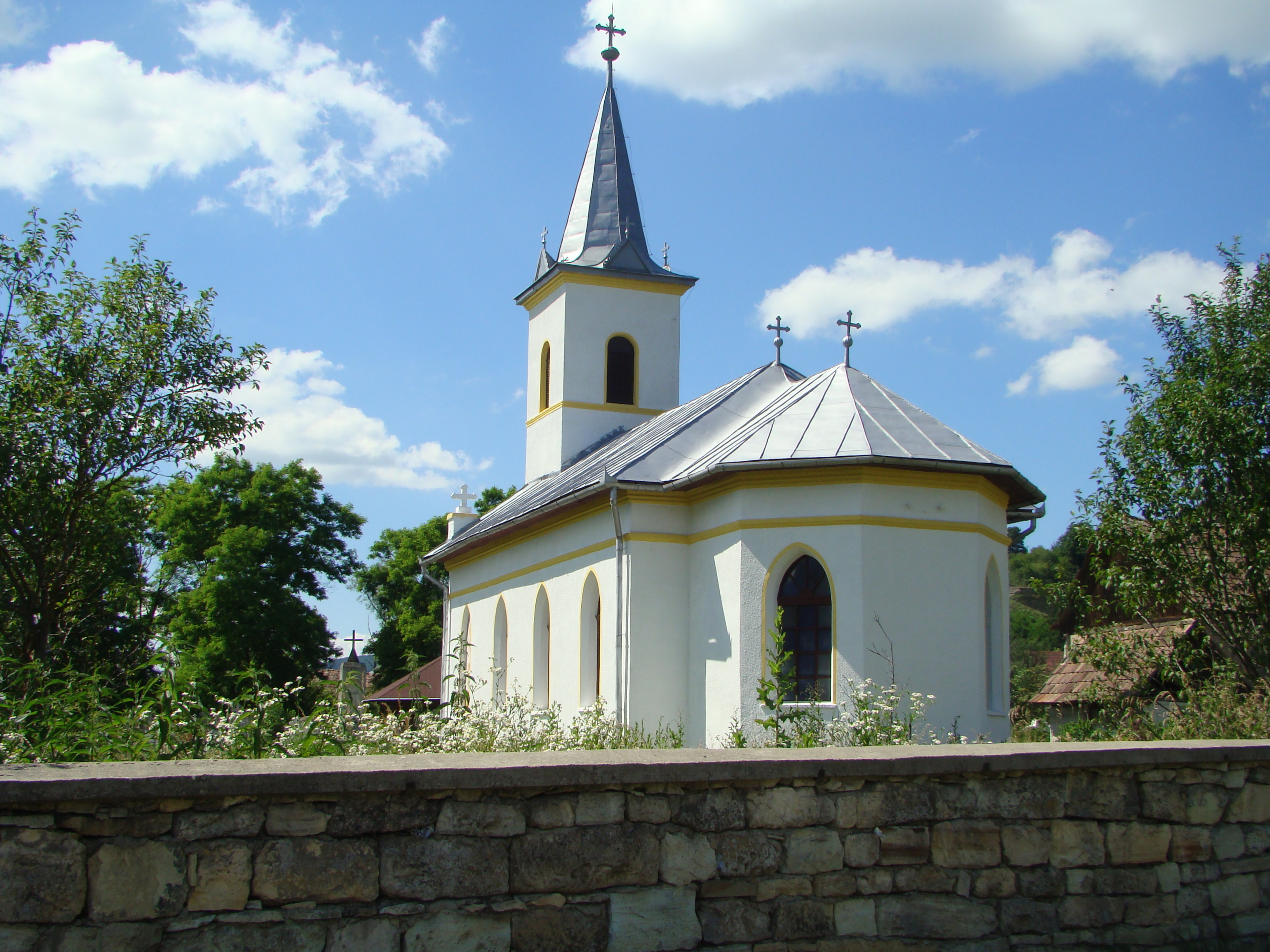
Biserica „Sfinții Arhangheli Mihail și Gavriil”
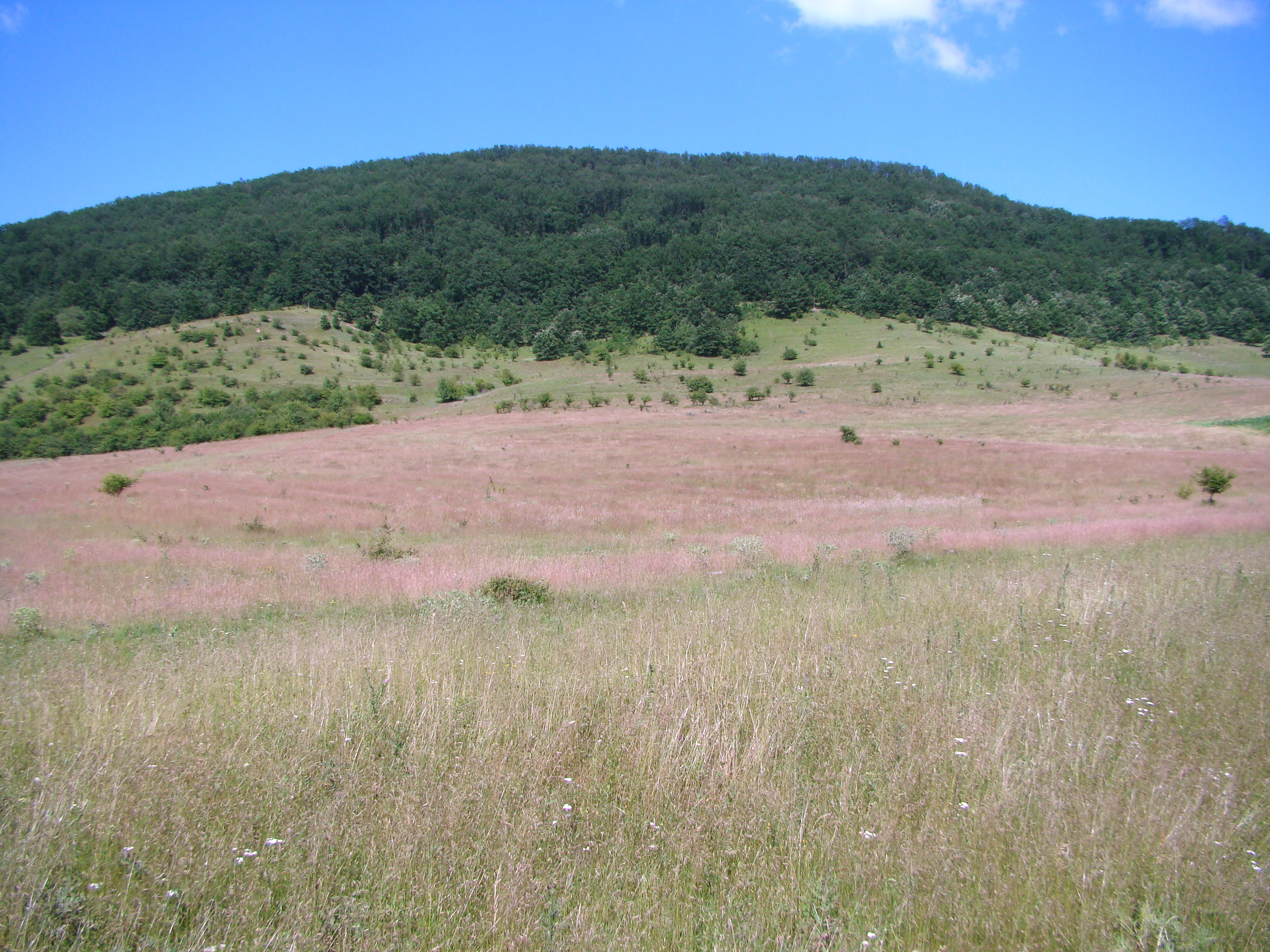
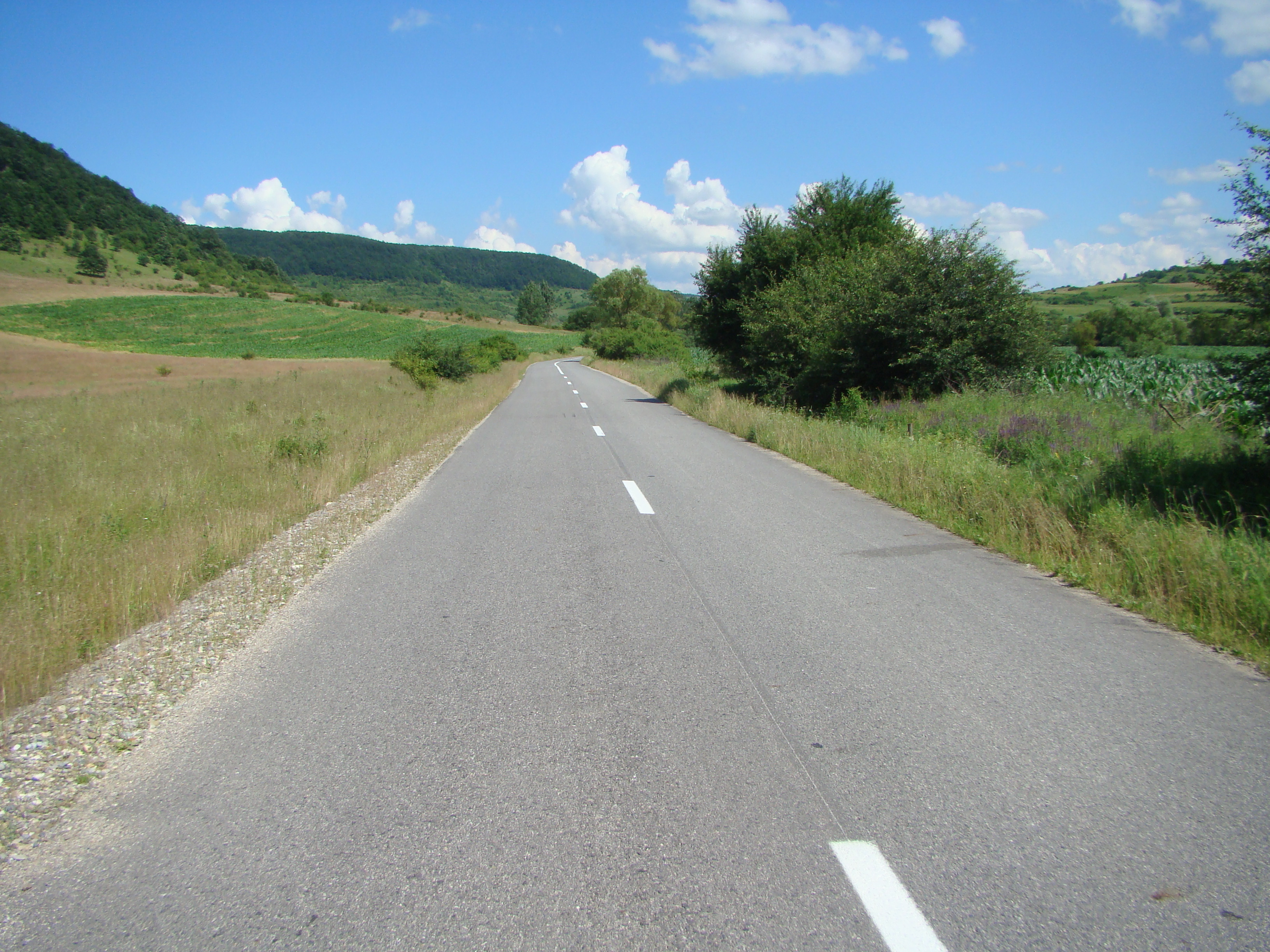
Drumul Pâglișa-Dârja